# Église Saint-Martin de Lavilledieu
Pour les articles homonymes, voir Église Saint-Martin.
L'église Saint-Martin est une église romane située à Lavilledieu, en Ardèche. Elle est dédiée à saint Martin qui avait évangélisé la région et avait bâti la première église de Lavilledieu dans le quartier de Bayssac.

## Histoire
L'emplacement fut d'abord occupé par l'église du couvent bénédictin. Le cloître lui était adossé. Cette église primitive fut édifiée durant le XIe siècle. Au XIXe siècle, l'église devient trop petite pour accueillir le nombre croissant de Villadéens. Elle est donc remplacée par l'église actuelle en 1828. Même si le couvent bénédictin n'est plus en activité depuis 1639, le cloître lui est toujours adossé. Elle est de plus édifiée sur les restes de l'ancienne église dont on peut voir des ruines à l'ouest de la nef actuelle. Depuis 2003 et la création de la paroisse Sainte-Marie-de-Berg-et-Coiron, les messes n'ont généralement plus lieu dans cette église mais dans celle de Villeneuve-de-Berg. Cependant on y célèbre encore baptêmes, mariages et obsèques.

## Situation
L'église Saint-Martin se situe dans le vieux centre de Lavilledieu. Elle est entourée de la place de l'Église au sud, des ruines de l'ancienne église à l'ouest, de la place du 19-Mars-1962 au nord et de maisons à l'est. Elle est orientée vers le nord.

## Description

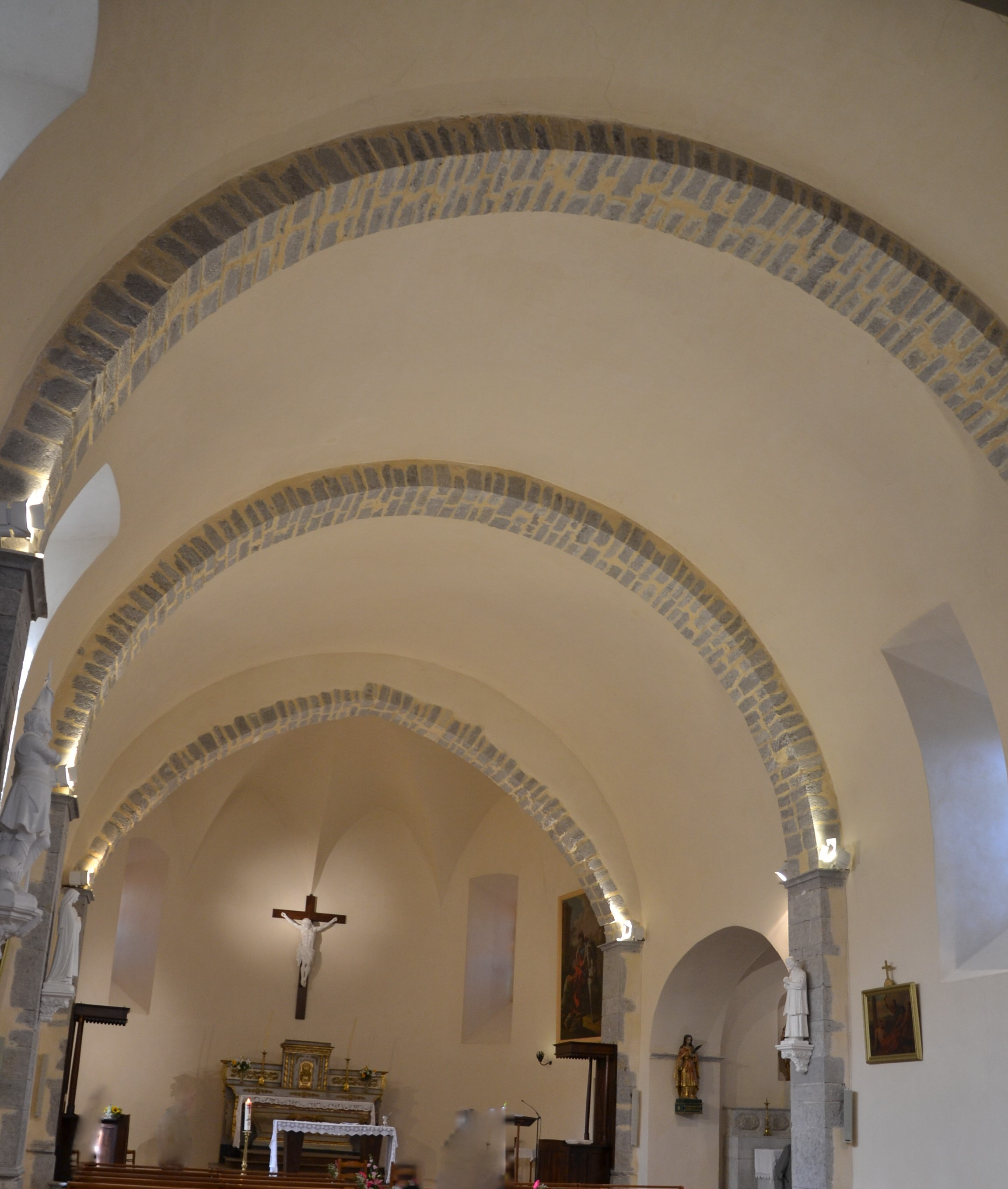
Nef de l'église Saint-Martin.

Cette église n’a qu’une seule nef à quatre travées, deux chapelles latérales à voûtes d’arêtes et un chœur à six voûtains. Il reste de l'église primitive le clocher roman, carré, aux ouvertures géminées, et terminé par une flèche de pierre et quatre clochetons. L'église est dotée de nombreuses statues et peintures comme une statue de saint Roch avec ses bubons et son chien. On retrouve aussi, entre autres, une statue en bois de sainte Philomène datant du Moyen Âge, une statue de saint Joseph, une peinture représentant saint Martin restaurée en 2013 et une statue de sainte Anne, mère de Marie, avec un nourrisson dans les bras. Le maître-autel est de style Louis XVI et est décoré de thèmes iconographiques. En bois peint et doré, il date de la fin du XVIIIe siècle et du début du XIXe siècle. Cet autel est surmonté d'une croix d'autel en laiton repoussé et en bronze fondu et argenté de 83,7 cm de hauteur et de 31,5 cm de largeur. Il date du XVIIIe siècle cependant la figure du Christ n'est sûrement pas d'origine. Une des chapelles latérales abrite un autel taillé en marbre blanc avec un bas-relief représentant la Sainte Famille. Une autre de ces chapelles latérales abrite l'autel de la Vierge de Pitié datant du XIXe siècle avec des bas-reliefs représentant l'Annonciation et une Piéta. Cet autel aussi est en marbre taillé.

## Galerie

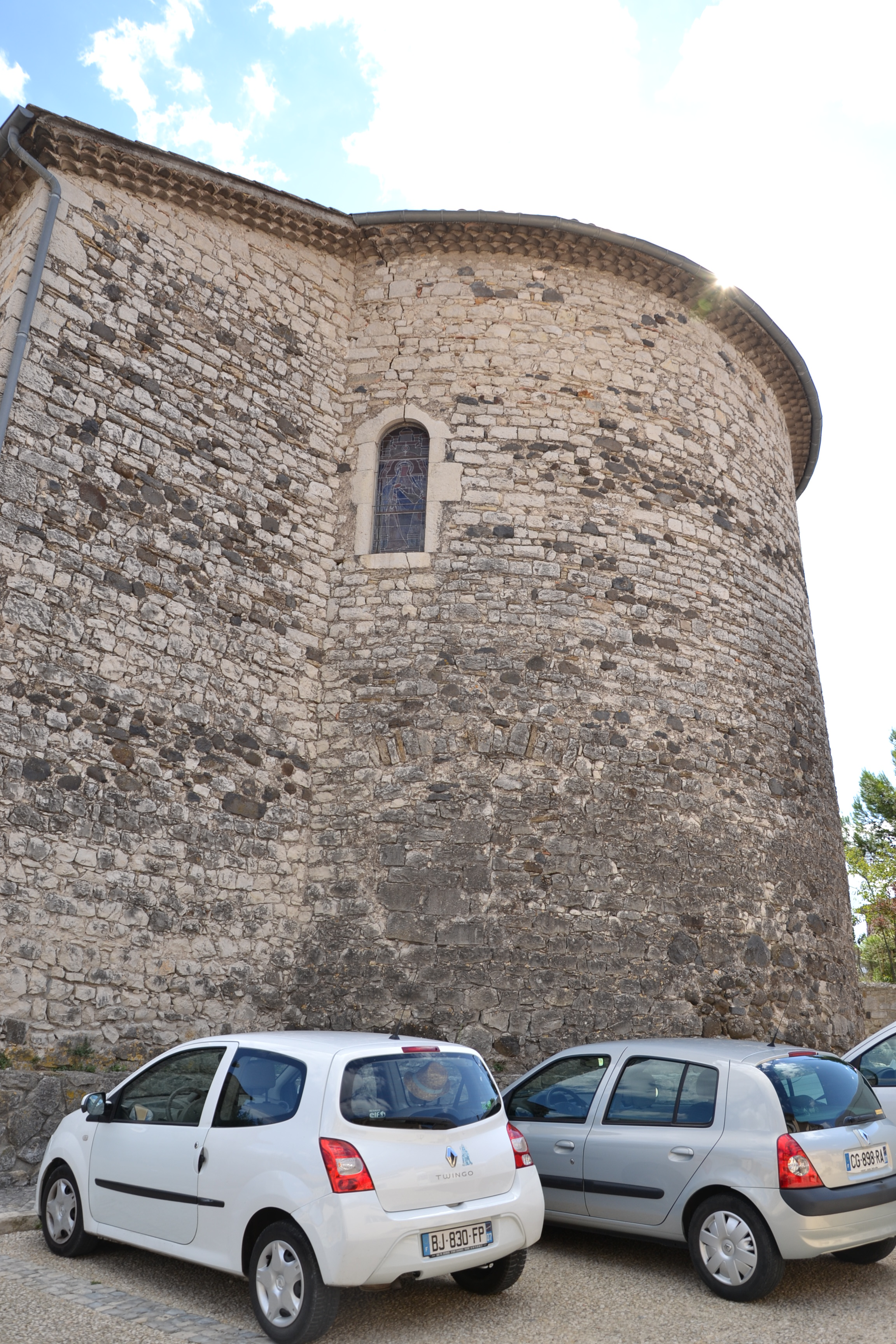
Chœur de l'église Saint-Martin vu de l'extérieur.
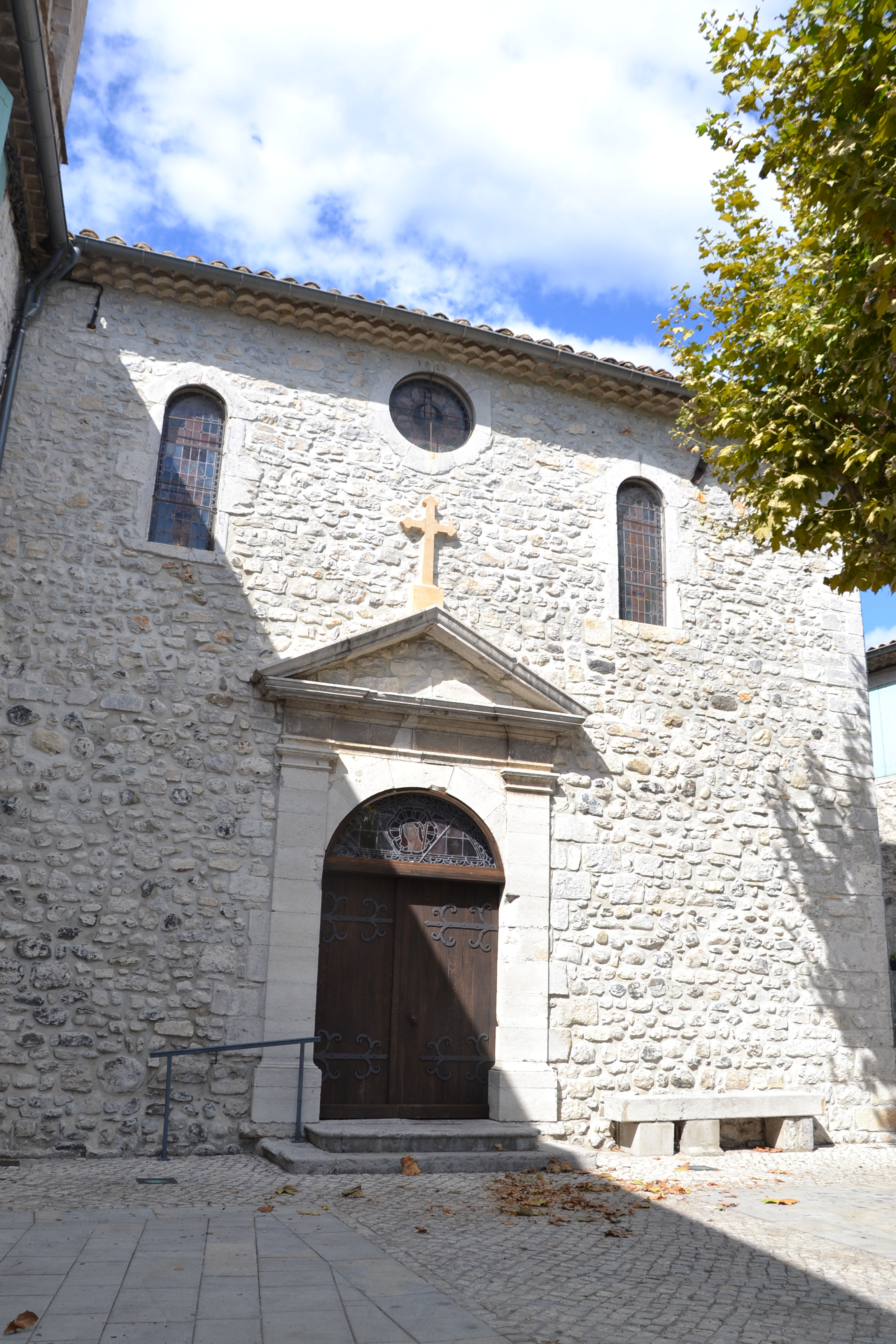
Portail de l'église.
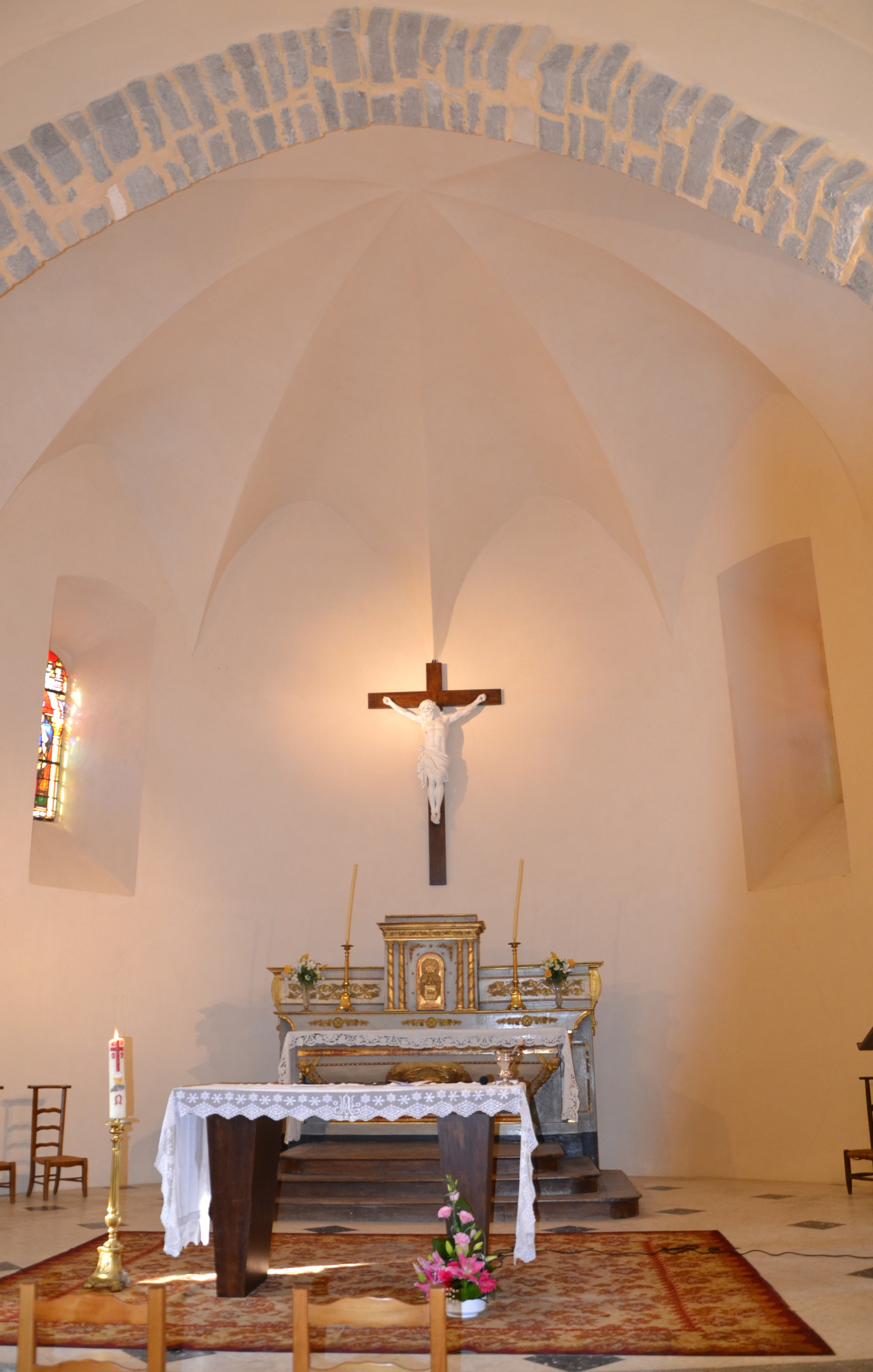
Chœur de l'église.
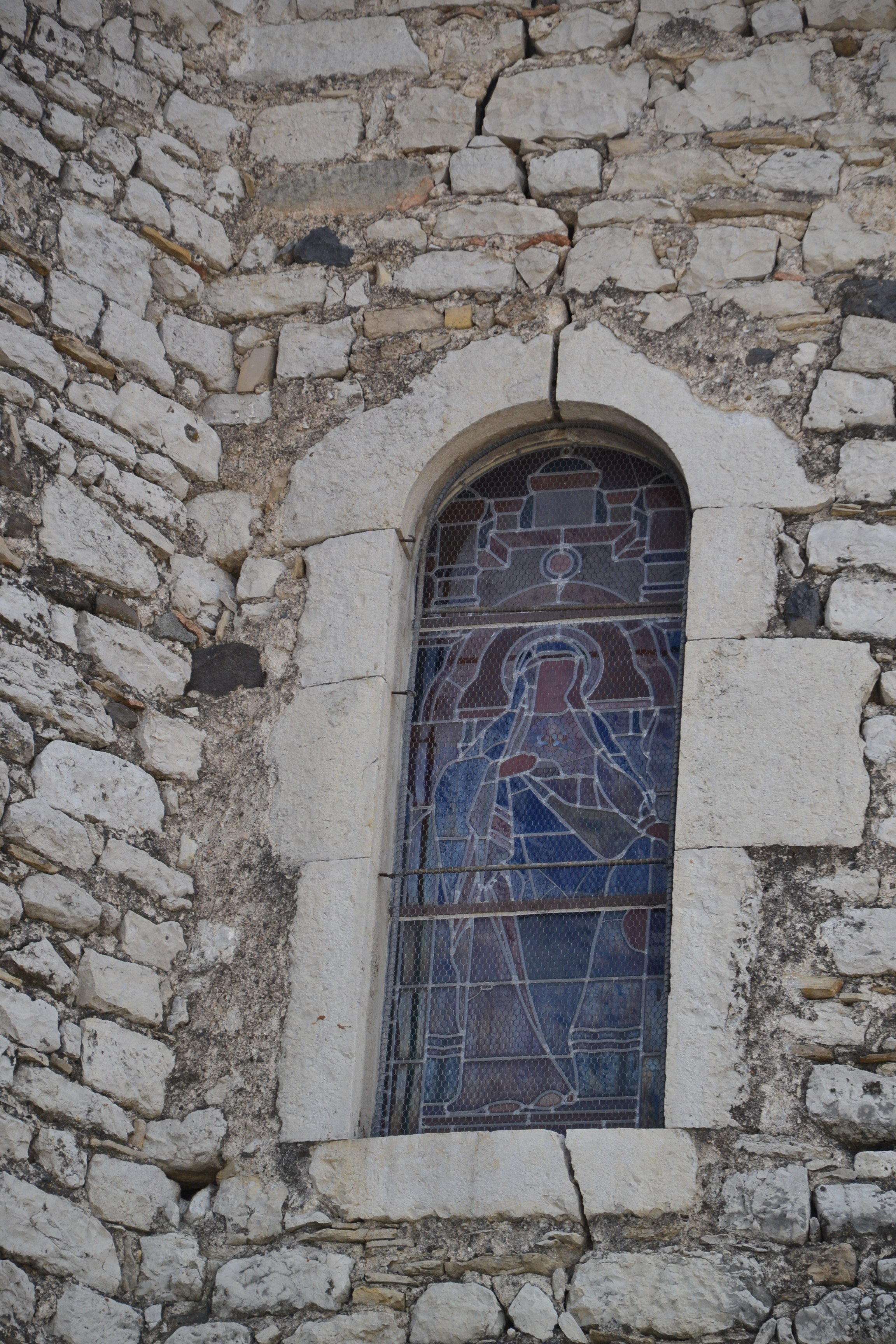
Vitrail du chœur vu de l'extérieur.